# Daniel Morandell
Daniel Morandell (Bolzano, 7 aprile 1995) è un ex hockeista su ghiaccio italiano, di ruolo portiere.

## Carriera

### Club
Cresciuto nelle giovanili del Caldaro (con una parentesi di una stagione con l'Egna), ha esordito in seconda serie nella stagione 2011-2012. Ha poi giocato coi caldaresi fino al 2016, compresa la stagione 2014-2015 giocata in massima serie. Ha raccolto anche due presenze in EBEL con la maglia del Bolzano, di cui il Caldaro era farm team, dove è stato per due anni backup di Jaroslav Hübl.
Nel corso del mercato 2016 è passato all'Hockey Club Egna, iscritto alla neonata Alps Hockey League. Venne confermato anche per la stagione successiva.
Quando, al termine della stagione 2017-2018 la squadra della Bassa Atesina si ritirò dal campionato per occuparsi solo di settore giovanile, Morandell fece ritorno al Caldaro, in seconda serie, con cui vinse nella prima stagione sia la Coppa Italia che la Italian Hockey League, guadagnandosi la riconferma.
Negli anni successivi divise la porta dei Lucci con Alex Andergassen, vincendo una seconda volta il titolo di seconda divisione (2020-2021). 
Ha annunciato il ritiro nell'estate del 2023, a soli 28 anni.

### Nazionale
Ha vestito la maglia di entrambe le selezioni giovanili azzurre, disputando due edizioni del mondiale Under-18 ed altrettante del mondiale Under-20.
Dal 2015 è stato nel giro della nazionale maggiore, pur non essendo mai stato schierato in campo.

## Palmarès
- Coppa Italia: 1

Caldaro: 2018-2019